# ريد بيلي
ريد بيلي هو لاعب هوكي الجليد كندي، ولد في 28 مايو 1956 في تورونتو في كندا.

## وصلات خارجية
- ريد بيلي على موقع دوري الهوكي الوطني (الإنجليزية)
- ريد بيلي على موقع قاعة مشاهير الهوكي (لاعب أن.إتش.أل) (الإنجليزية)
- ريد بيلي على موقع EliteProspects.com (الإنجليزية)
- ريد بيلي على موقع HockeyDB.com (الإنجليزية)
- ريد بيلي على موقع Hockey-Reference.com (الإنجليزية)